# Haan (Nadrenia Północna-Westfalia)
Haan [hɑːn] – miasto w Niemczech, w kraju związkowym Nadrenia Północna-Westfalia, w rejencji Düsseldorf, w powiecie Mettmann. W 2010 roku liczyło 29 149 mieszkańców.

## Współpraca
Miejscowości partnerskie:
- Bad Lauchstädt, Niemcy (Saksonia-Anhalt)
- Berwick-upon-Tweed, Wielka Brytania
- Dobrodzień, Polska
- Eu, Francja